# P
A letra P (pê) é a décima sexta letra do alfabeto latino básico.

## História
O semítico Pê, assim como a letra grega Π ou π e as letras etruscas e latinas que se desenvolveram a partir do antigo alfabeto, todas simbolizavam /p/, uma oclusiva bilabial surda.
| Língua egípcia | Escrita protossinaítica | Escrita protocanaanita | Língua fenícia | Alfabeto grego arcaico | Grego | Língua etrusca | Latim |
| -------------- | ----------------------- | ---------------------- | -------------- | ---------------------- | ----- | -------------- | ----- |
|                |                         |                        |                |                        |       |                |       |

## Significados do vocábulo p
- Símbolo químico do fósforo[3]
- Uma letra p em negrito e itálico é usada em notação musical como um indicador de som com intensidade baixa[4]

## Usos
P é a décima quarta letra mais usada no português, com uma frequência de 2,52%. Também é usada na cifra fonética Língua do P, que consiste em acrescentar a letra p antes ou depois de cada sílaba, havendo variações.
1. ↑  «Acordo Ortográfico - Portal da Língua Portuguesa». www.portaldalinguaportuguesa.org. Consultado em 12 de setembro de 2022
2. ↑  Nathan, Geoffrey S.; Ladefoged, Peter; Maddieson, Ian (junho de 1998). «The Sounds of the World's Languages». Language (2). 374 páginas. ISSN 0097-8507. doi:10.2307/417875. Consultado em 12 de setembro de 2022
3. ↑  S.A, Priberam Informática. «p». Dicionário Priberam. Consultado em 12 de setembro de 2022
4. ↑  «piano». web.archive.org. 22 de outubro de 2014. Consultado em 12 de setembro de 2022
5. ↑  «Untitled Document». web.archive.org. 30 de abril de 2021. Consultado em 12 de setembro de 2022
6. ↑  «Você conhece a língua do pê? Aprenda suas duas variações». EBC. 3 de junho de 2016. Consultado em 12 de setembro de 2022